# Neoscona lotan
Neoscona lotan är en spindelart som beskrevs av Levy 2007. Neoscona lotan ingår i släktet Neoscona och familjen hjulspindlar.
Artens utbredningsområde är Israel. Inga underarter finns listade i Catalogue of Life.